# Seznam členů Zastupitelstva Jihomoravského kraje (volby 2016)
Seznam osob zvolených do Zastupitelstva Jihomoravského kraje v roce 2016.
.
| #  | jméno              | za stranu                                                                     | funkce                                          |
| -- | ------------------ | ----------------------------------------------------------------------------- | ----------------------------------------------- |
| 1  | Bohumil Šimek      | Ano 2011                                                                      | hejtman                                         |
| 2  | Taťána Malá        | Ano 2011                                                                      | náměstkyně hejtmana (od 1. 7. 2019 členka Rady) |
| 3  | Miroslav Kubásek   | Ano 2011                                                                      | člen Rady (do 1. 3. 2018)                       |
| 4  | Miloslav Janulík   | Ano 2011                                                                      |                                                 |
| 5  | Pavel Zůna         | Ano 2011                                                                      |                                                 |
| 6  | Jana Pejchalová    | Ano 2011                                                                      | členka Rady                                     |
| 7  | Jan Nečas          | Ano 2011                                                                      |                                                 |
| 8  | Jana Kochová       | Ano 2011                                                                      |                                                 |
| 9  | Robert Plaga       | Ano 2011                                                                      |                                                 |
| 10 | Petr Hýbler        | Ano 2011                                                                      | člen Rady (od 1. 7. 2019 náměstek hejtmana)     |
| 11 | Martin Kyjovský    | Ano 2011                                                                      |                                                 |
| 12 | Lenka Dražilová    | Ano 2011                                                                      |                                                 |
| 13 | Petr Ženožička     | Ano 2011                                                                      |                                                 |
| 14 | Petr Vokřál        | Ano 2011                                                                      |                                                 |
| 15 | Milan Vojta        | Ano 2011                                                                      | člen Rady (od 2. 3. 2018)                       |
| 16 | Roman Celý         | KDU-ČSL                                                                       |                                                 |
| 17 | Stanislav Juránek  | KDU-ČSL                                                                       |                                                 |
| 18 | Jiří Němec         | KDU-ČSL                                                                       |                                                 |
| 19 | Antonín Tesařík    | KDU-ČSL                                                                       |                                                 |
| 20 | Marie Kousalová    | KDU-ČSL                                                                       |                                                 |
| 21 | Richard Zemánek    | KDU-ČSL                                                                       |                                                 |
| 22 | Jaromíra Vítková   | KDU-ČSL                                                                       |                                                 |
| 23 | Jiří Horák         | KDU-ČSL                                                                       |                                                 |
| 24 | Jan Grolich        | KDU-ČSL                                                                       |                                                 |
| 25 | Jan Zámečník       | KDU-ČSL                                                                       |                                                 |
| 26 | Zdeněk Juránek     | KDU-ČSL                                                                       |                                                 |
| 27 | Michal Hašek       | ČSSD                                                                          |                                                 |
| 28 | Marek Šlapal       | ČSSD                                                                          | náměstek hejtmana                               |
| 29 | Roman Hanák        | ČSSD                                                                          | náměstek hejtmana                               |
| 30 | Petr Šelepa        | ČSSD                                                                          |                                                 |
| 31 | Naděžda Křemečková | ČSSD                                                                          |                                                 |
| 32 | Vít Rajtšlégr      | ČSSD                                                                          | člen Rady (od 2. 3. 2018)                       |
| 33 | Jan Grois          | ČSSD                                                                          |                                                 |
| 34 | Jaroslav Válka     | ČSSD                                                                          |                                                 |
| 35 | Tomáš Soukal       | ČSSD                                                                          | člen Rady                                       |
| 36 | Kateřina Kalinová  | ČSSD                                                                          |                                                 |
| 37 | Igor Chlup         | ČSSD                                                                          | člen Rady (do 1. 3. 2018)                       |
| 38 | Ivo Pojezný        | KSČM                                                                          |                                                 |
| 39 | Stanislav Navrkal  | KSČM                                                                          |                                                 |
| 40 | Helena Sýkorová    | KSČM                                                                          |                                                 |
| 41 | Bohumil Smutný     | KSČM                                                                          |                                                 |
| 42 | Petr Krátký        | KSČM                                                                          |                                                 |
| 43 | Zdeněk Tesařík     | KSČM                                                                          |                                                 |
| 44 | Zdeněk Koudelka    | KSČM                                                                          |                                                 |
| 45 | Jiří Crha          | ODS                                                                           |                                                 |
| 46 | Markéta Vaňková    | ODS                                                                           |                                                 |
| 47 | Vladimír Šmerda    | ODS                                                                           |                                                 |
| 48 | Rostislav Koštial  | ODS                                                                           |                                                 |
| 49 | Karel Jurka        | ODS                                                                           |                                                 |
| 50 | Kristýna Švarcová  | ODS                                                                           |                                                 |
| 51 | Jan Vitula         | TOP 09 s podporou starostů a "Žít Brno"                                       | náměstek hejtmana                               |
| 52 | Hana Potměšilová   | TOP 09 s podporou starostů a "Žít Brno"                                       |                                                 |
| 53 | Michal Doležel     | TOP 09 s podporou starostů a "Žít Brno"                                       |                                                 |
| 54 | Petr Kunc          | TOP 09 s podporou starostů a "Žít Brno"                                       |                                                 |
| 55 | Martin Maleček     | Starostové pro Jižní Moravu                                                   | náměstek hejtmana                               |
| 56 | Radomír Pavlíček   | Starostové pro Jižní Moravu                                                   |                                                 |
| 57 | Jiří Lukášek       | Starostové pro Jižní Moravu                                                   |                                                 |
| 58 | Drago Sukalovský   | Starostové pro Jižní Moravu                                                   |                                                 |
| 59 | Jan Hrnčíř         | Koalice Svoboda a přímá demokracie - Tomio Okamura (SPD) a Strana Práv Občanů |                                                 |
| 60 | Marian Keremidský  | Koalice Svoboda a přímá demokracie - Tomio Okamura (SPD) a Strana Práv Občanů |                                                 |
| 61 | Libor Bláha        | Koalice Svoboda a přímá demokracie - Tomio Okamura (SPD) a Strana Práv Občanů |                                                 |
| 62 | Lubomír Španěl     | Koalice Svoboda a přímá demokracie - Tomio Okamura (SPD) a Strana Práv Občanů |                                                 |
| 63 | Jiří Hlavenka      | Zelení a Piráti                                                               |                                                 |
| 64 | Ivo Vašíček        | Zelení a Piráti                                                               |                                                 |
| 65 | Jana Drápalová     | Zelení a Piráti                                                               |                                                 |

Ustavující zasedání Zastupitelstva Jihomoravského kraje ve volebním období 2016 - 2020 se konalo 23. listopadu 2016. Ke dni 21. listopadu 2016 rezignoval na funkci člena zastupitelstva Robert Plaga. Tímto dnem se novou členkou zastupitelstva stala Šárka Korkešová jako náhradnice za ANO 2011. Ta složila slib člena zastupitelstva na zasedání 15. prosince 2016.
Dne 1. 3. 2018 došlo k změnám ve složení krajské rady. Po odstoupení Igora Chlupa a Miroslava Kubáska byli novými členy rady zvoleni Vít Rajtšlégr a Milan Vojta.
V červnu 2019 byl s platností od 1. července téhož roku zvolen náměstkem hejtmana Jihomoravského kraje Petr Hýbler, naopak radní od tohoto data se stala Taťána Malá.